# روزان تادئوسیان
روزان واچهٔ تادئوسیان (ارمنی: Ռուզան Վաչեի Թադևոսյան؛ انگلیسی: Ruzan Tadevosyan زادهٔ ۱۶ اوت ۱۹۵۱) کارشناس علوم پرورشی اهل ارمنستان است.

## زندگی‌نامه
وی در ۱۶ اوت ۱۹۵۱ به دنیا آمد و مدرسه شماره ۸ آلکساندر پوشکین، دانشگاه دولتی ایروان و دانشگاه دولتی علوم پرورشی خاچاطور آبوویان ارمنستان فارغ‌التحصیل گشت. همچنین برندهٔ جوایزی همچون آموزگار شایسته جمهوری ارمنستان (۲۰۱۸) شده است.

## یادداشت
1. ↑  բանասիրական գիտությունների դոկտոր